# Saint-Quentin-la-Poterie
Saint-Quentin-la-Poterie es una comuna francesa situada en el departamento de Gard, en la región de Occitania.

## Demografía
| 1349 | 1356 | 1510 | 1753 | 2290 | 2731 | 3362 |
| Para los censos de 1962 a 1999 la población legal corresponde a la población sin duplicidades (Fuente: INSEE [Consultar]) |      |      |      |      |      |      |